# 197e régiment d'artillerie
Le 197e régiment d'artillerie lourde à tracteurs (197e RALT) est un régiment de l'armée de terre française qui a existé au début de la Seconde Guerre mondiale.

## Création et différentes dénominations
- 1939 : création
- 1940 : dissous

## Historique des garnisons, combats et batailles

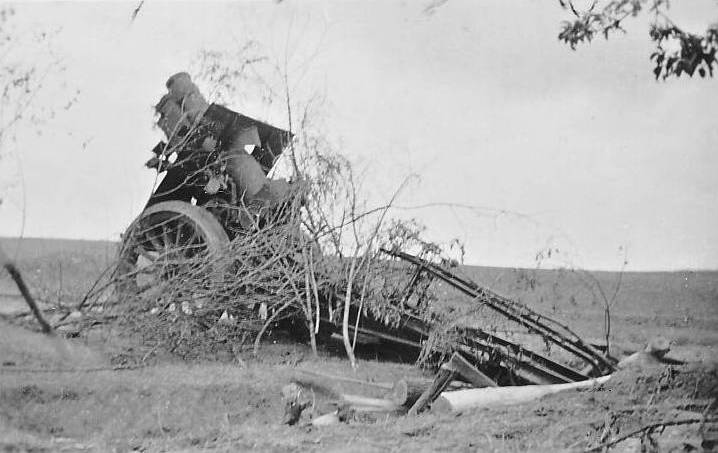
Canon de 220 mm court modèle 1916 perdu en mai 1940, comme ceux du RALT.

Il est formé le 11 septembre 1939 au centre mobilisateur d'artillerie no 318 à Mérignac, à partir d'un noyau d'active du 196e RALT. Il est constitué de quatre groupes de canons de 220 mm C modèle 1916 (en), numérotés XI à XIV.
Il est en Réserve générale en mai 1940. Il combat pendant la bataille de France et est dissous en juillet 1940.

## Insigne du régiment
L'insigne du régiment est un obus bleu roi chargé d'une tête de Jeanne d'Arc. Sous la tête de Jeanne on trouve l'inscription « 197 RALT » en rouge. En pointe, un écu aux armes de la Guyenne et un autre aux armes du Béarn.
Trois autres insignes appartiennent à des sous-unités du régiment, dont l'insigne peint sur les véhicules du XIVe groupe.

## Personnalités ayant servi au régiment
- Jean Chardavoine, syndicaliste et maire PCF de Stains[4].